# Frank Borsch
Frank Borsch (* 1966 in Pforzheim) ist ein deutscher Science-Fiction-Schriftsteller, Übersetzer und Journalist.
Borsch studierte Englisch und Geschichte in Freiburg und lebt seither dort. 1996 veröffentlichte er ein Internet-Lexikon als Sachbuch. Ab 1997, nach Abschluss seines Studiums, arbeitete er als literarischer Übersetzer, anfangs für den Heyne Verlag, wo er unter anderem die Alternativwelt-Trilogie Hammer und Kreuz ins Deutsche übertrug. Später wechselte er zur Übersetzung von Superhelden-Comics wie Daredevil, Hulk und Spider-Man und arbeitete als Journalist zu Internet-Themen.
1998 erschien sein erster Roman Fluchtpunkt Schemmenstern, angesiedelt im Kosmos der Serie Perry Rhodan.
Von 2001 bis 2007 arbeitete Borsch als Redakteur bei Perry Rhodan, wo er unter anderem die Buchreihen „Perry Rhodan bei Heyne“ betreute. Gleichzeitig veröffentlichte Borsch Romane innerhalb der Serie und gelangte 2003 in den festen Autorenstamm der Serie.
Ende 2006 erschien sein Roman Alien Earth – Phase 1, der Auftakt einer ambitionierten Trilogie, angesiedelt in der nahen Zukunft der Erde. Alien Earth – Phase 2 folgte im Oktober 2007. Die beiden Romane wurden für den Kurd-Laßwitz-Preis 2008 als bester Science-Fiction-Roman des Jahres nominiert. Der Abschlussband der Trilogie ist im Juli 2008 erschienen. Ein von Alien Earth – Phase 1 inspiriertes Theaterstück wurde im Mai 2008 am Theaterhaus Jena aufgeführt.
Zusammen mit Michael Marcus Thurner ist er Veranstalter der Schreibwerkstatt Schreibcamp – zusammen fantastische Romane schreiben!. Von Herbst 2011 bis in das Jahr 2015 war Frank Borsch der leitende Autor der von ihm wesentlich initiierten Romanserie Perry Rhodan Neo. Nach Band 100 verließ er die Serie.
Frank Borsch lebt mit seinem Sohn in Freiburg im Breisgau.

## Werke
- Fluchtpunkt Schemmenstern. In: Atlan. Verlags-Union Pabel Moewig, Rastatt 2001, ISBN 3-8118-7511-6.
- Fleisch der Erinnerung. Pabel-Moewig Verlag KG, Rastatt 2002, ISBN 3-8118-7518-3.
- Der Schattenspiegel. Heyne, München 2003, ISBN 3-453-86522-7.
- Das strahlende Imperium. Heyne, München 2004, ISBN 3-453-87402-1.
- Die Sternenarche. Heyne, München 2004, ISBN 3-453-53003-9.
- Die Lebenskrieger. Heyne, München 2005, ISBN 3-453-53213-9.
- Alien Earth – Phase 1. Heyne, München 2007, ISBN 978-3-453-52230-5.
- Alien Earth – Phase 2. Heyne, München 2007, ISBN 978-3-453-52251-0.
- Alien Earth – Phase 3. Heyne, München 2008, ISBN 978-3-453-52252-7.
- Sternenstaub. Pabel-Moewig Verlag GmbH, Rastatt 2011.
- Die dunklen Zwillinge. Pabel-Moewig Verlag GmbH, Rastatt 2011.
- Rhodans Hoffnung. Pabel-Moewig Verlag GmbH, Rastatt 2012.
- Der Administrator. Pabel-Moewig Verlag GmbH, Rastatt 2012.
- Welt der Ewigkeit. Pabel-Moewig Verlag GmbH, Rastatt 2012.
- Der Stolz des Imperiums. Pabel-Moewig Verlag GmbH, Rastatt 2013.
- Rhodans Weg. Pabel-Moewig Verlag GmbH, Rastatt 2013.